# Blomsterflickan
Blomsterflickan är en nordkoreansk film från 1972 regisserad av Choe Ik-kyu och Pak Hak. Filmen baseras på en opera skriven av landets president Kim Il Sung.

## Handling
Landet ockuperas av japanerna. Koppun säljer blommor på marknaden för att kunna köpa medicin till sin sjuka mor. Hennes bror är med i motståndsrörelsen och hon ansluter till honom för att under landets ledare köra ut fienden.

## I rollerna
- Hong Yong-hee – Koppun
- Han Chon-sob –  gammal man
- Kim Ren-rin – Chol Yong
- Ko So-am –	jordägaren
- Ru Hu-nam – modern

### Webbkällor
- Blomsterflickan på Internet Movie Database (engelska)
- Blomsterflickan på Svensk Filmdatabas